# لوول پوینت، آلاسکا

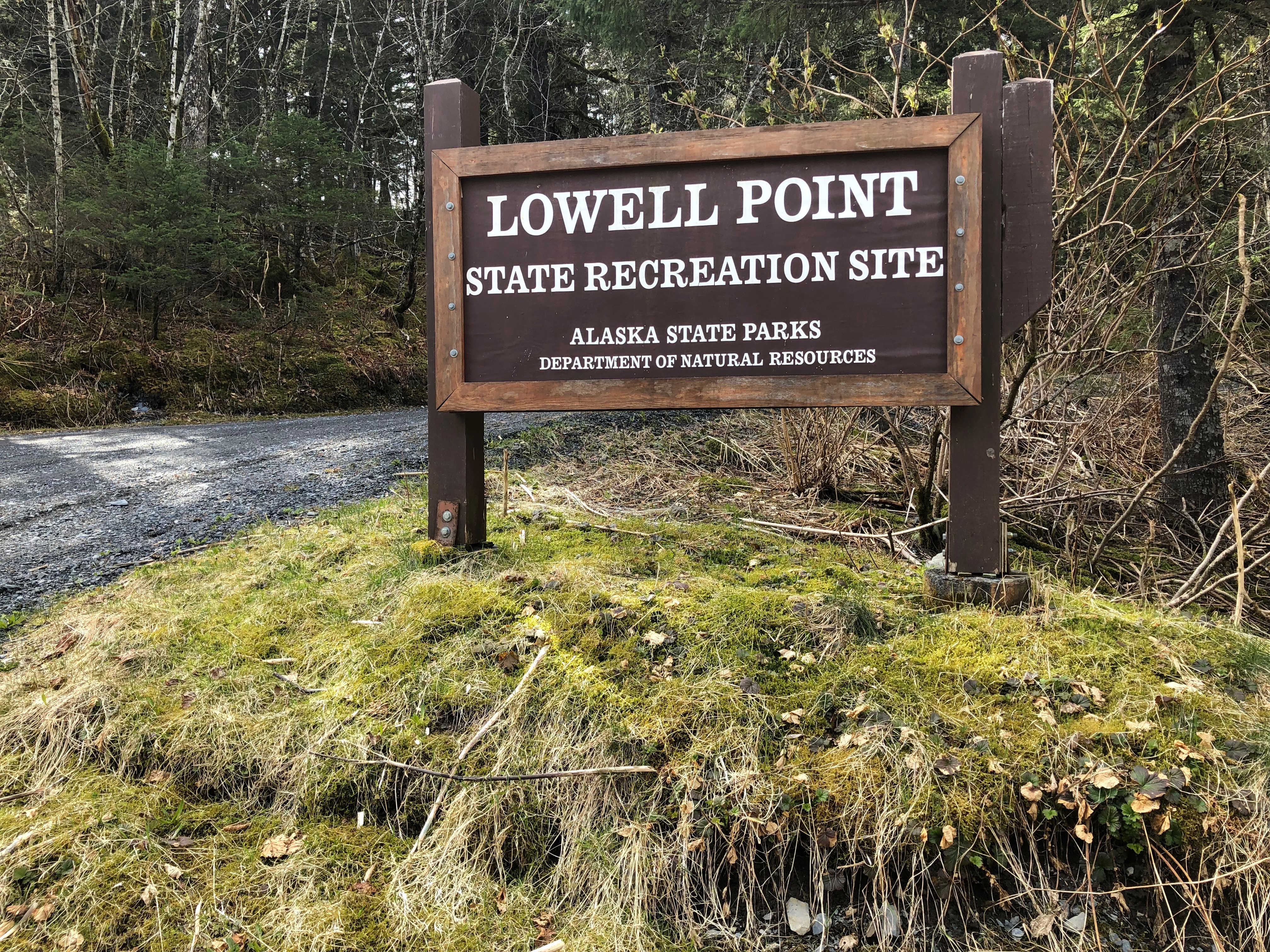
نمایی از تابلوی شهری لوول پوینت در ایالات آلاسکا - ۲۰۱۹

لوول پوینت (به انگلیسی: Lowell Point) شهری در بخش شبه‌جزیره کنای، آلاسکا ایالت آلاسکا است که جمعیت آن در سرشماری سال ۲۰۰۰ میلادی ۹۲ نفر بوده‌است.